# Fulkahi
Phulkahi (en népalais : फुल्काही) est un comité de développement villageois du Népal situé dans le district de Saptari. Au recensement de 2011, il comptait 5 074 habitants.